# La Nueve
Pour les articles homonymes, voir Nueve (chaîne de télévision).
La Nueve /la ˈnwe.be/ (chiffre « neuf » en espagnol) est, pendant la Seconde Guerre mondiale, le nom en espagnol de la 9e compagnie du régiment de marche du Tchad, qui faisait lui-même partie de la 2e division blindée du général Leclerc. Cette compagnie enrôlait 160 hommes dont 146 républicains espagnols,,,, mais aussi des soldats français, le tout sous commandement français. Tous avaient combattu lors de la libération de l'Afrique du nord, puis participèrent à la libération de la France.
Son fait d'armes le plus connu est la participation à la libération de Paris, puisque les hommes de la Nueve furent les premiers à entrer dans la capitale française, au soir du 24 août 1944,, avec des autochenilles portant les noms de batailles de la guerre d'Espagne, « Teruel », « Guadalajara », ou encore « Belchite », accompagnées de 3 chars du 501e RCC, Montmirail, Champaubert et Romilly, et d'éléments du génie,.
Les Républicains espagnols de la Nueve étaient 146 quand ils débarquèrent en Normandie ; ils ne sont que 16 à leur arrivée en mai 1945 à Berchtesgaden, déplorant 35 morts.

## Histoire

### Origines et formation de la9ecompagnie
Après la bataille de France, l'Allemagne impose l'armistice du 22 juin 1940 à la France. Les territoires de l'Afrique du Nord française se rallient au gouvernement de Vichy. Celui-ci se méfie des réfugiés espagnols, républicains qui ont fui l'Espagne franquiste après 1939. Ces réfugiés sont poussés à choisir entre le travail forcé en France métropolitaine, l'enrôlement dans la Légion étrangère ou le rapatriement en Espagne. Pour des raisons évidentes, la plupart des vétérans de la guerre civile espagnole choisissent d'être intégrés à l'armée française. Après le débarquement allié du 8 novembre 1942 en Afrique du Nord, les autorités françaises créent le Corps franc d'Afrique, un corps régulier pour les combattants non-français, comme le capitaine Buiza, ancien amiral de la marine républicaine. Il est en grande partie composé d'Espagnols. Ils participent aux combats à partir de décembre 1942 contre l'Afrika Korps en Tunisie. Les combats se poursuivent durant la première moitié de l'année 1943, jusqu'à la conquête du port de Bizerte, qui marque la fin des combats en Afrique du nord.

Drapeau tricolore de la Seconde République espagnole.

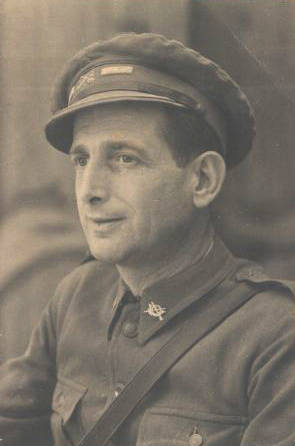
Amado Granell en 1936.

Le choix fut posé aux Espagnols d'intégrer la division Leclerc ou les forces du général Giraud, qui venait de se rallier aux forces françaises libres. La division Leclerc avait été constituée à partir de mai 1943 sous le nom de 2e division française libre, puis en août après la fusion des FFL et de l'Armée d'Afrique, sous son nom définitif de 2e division blindée, sous le commandement du général Leclerc, en Libye. La plupart des Espagnols rejoignirent les unités de Leclerc. Elle comptait 16 000 hommes, dont 2 000 Espagnols au début de l'année 1943. Ils étaient particulièrement nombreux dans la 9e compagnie, 1re compagnie du 3e bataillon, ce qui lui valut le nom de la Nueve ou la Española. Elle fut placée sous le commandement du français Raymond Dronne et de l'espagnol Amado Granell. La plupart des hommes étaient des socialistes, des communistes, des anarchistes ou des non-encartés hostiles à Franco, d'autres des déserteurs des camps de concentration réservés aux réfugiés espagnols en Algérie ou au Maroc. Ils étaient bien des soldats de l'armée française, en aucun cas une armée autonome, bien qu'il leur fût permis d'arborer le drapeau tricolore républicain sur leurs uniformes. La compagnie étant presque entièrement espagnole, la langue utilisée et l’encadrement (sous-officiers, officiers) étaient également espagnols.
En septembre 1943, la compagnie, avec l'ensemble de la division, est transférée à Rabat, au Maroc, où la division reçoit un équipement américain : 160 chars de combat M4 Sherman, 280 blindés half-track M3 et M-8 Greyhound, camions Dodge, GMC, Brockway, Diamond et nombreuses jeeps. Les Espagnols donnent à leurs véhicules des noms originaux, rappelant pour la plupart des événements de la guerre d'Espagne. La jeep de l'unité de contrôle est baptisée « Mort aux cons » et le halftrack « Les Cosaques ». La 1re section de combat baptise ses véhicules « Don Quichotte », « Cap Serrat », « Les Pingouins » d'après le surnom « Espingouins » donné par les soldats français aux Espagnols (le nom de « Buenaventura Durruti », proposé par des anarchistes, est refusé par les supérieurs français), « Madrid » et Guernica. La 2e section de combat donne à ses halftracks les noms de « Résistance », « Teruel », « España Cañi » (puis « Libération »), « Nous Voilà », et « Ebro ». La 3e section de combat baptise les siens « Tunisie », « Brunete », « Amiral Buiza », « Guadalajara », « El Canguro » et « Santander », ; les noms de « Catapulte », « Belchite », Rescousse pour le halftrack de dépannage sont aussi utilisés. Les équipages d'origine espagnole furent également autorisés à peindre le drapeau de la Seconde République espagnole sur leurs véhicules blindés, en remplacement par défaut de celui, refusé, de la CNT, syndicat anarchiste (allié aux républicains).

### Opérations: de la Normandie à Berchtesgaden

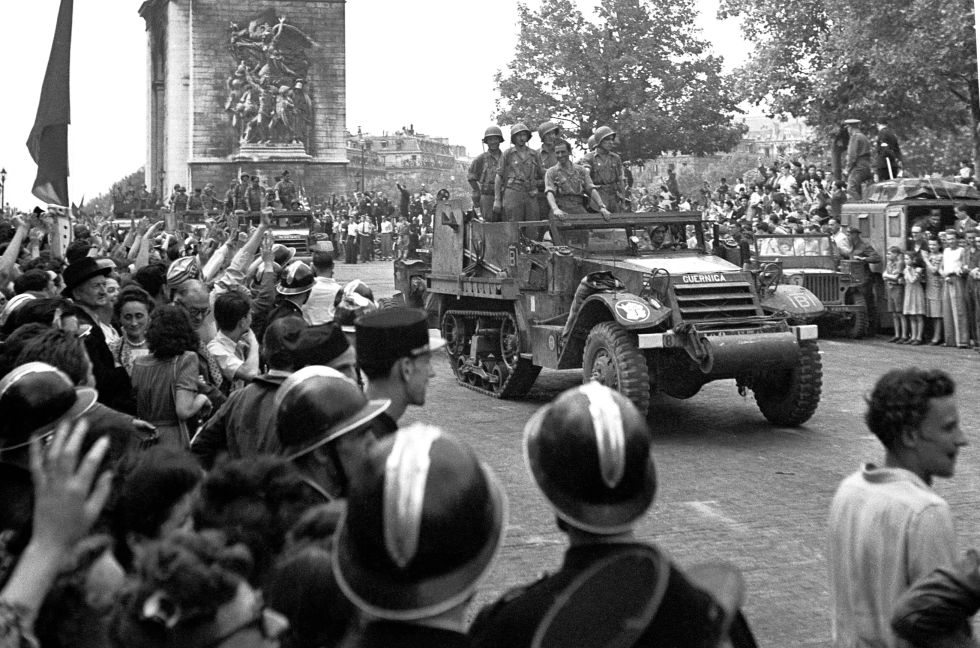
Entrée d'un véhicule de la Nueve lors de la Libération de Paris.

La division Leclerc est transférée du Maroc en Grande-Bretagne et ne débarque en Normandie qu'au début d'août 1944. La 9e compagnie débarque sur la plage d'Utah Beach, dans la nuit du 31 juillet au 1er août 1944. La 2e DB est alors intégrée à la 3e armée américaine, dirigée par le général George Patton. La Nueve est engagée dans des combats contre des unités allemandes aux alentours de Château-Gontier et Alençon. Du 13 août au 18 août, la compagnie combat en avant-garde de la division à Écouché. Elle fait prisonniers 130 soldats allemands,. Le 16, les divisions Waffen-SS Adolf Hitler et Das Reich, les 9e et 116e divisions Panzer et la 3e division parachutiste attaquent la 2e DB : les combats durent jusqu'à l'arrivée de la 2e armée britannique en renfort. Le caractère des anarchistes combattant dans l’unité se révèle lors de cette bataille : une unité de mortiers fait ainsi un coup de main 3 km en arrière des lignes allemandes le 14 août, faisant 130 prisonniers et s'emparant en outre de 13 véhicules, et libérant 8 Américains.

#### Libération de Paris
La ville de Paris se soulève contre l'occupation allemande, le 20 août 1944. Charles de Gaulle insiste auprès du commandement suprême des forces alliées pour que les troupes françaises libres soutiennent cette insurrection. De Gaulle soutient Leclerc, qui veut tirer parti de l'insurrection de la Résistance française pour libérer rapidement Paris. Le 23 août 1944, la compagnie se met en route avec toute la division, en direction de Paris. Le 24 août, vers 20 heures, la 9e compagnie, la Nueve, accompagnée d'un peloton de chars du 501e RCC, entre dans Paris par la porte d'Italie. C'est la section du lieutenant Amado Granell qui parvient la première à l'Hôtel de ville, à 21 h 22. Parmi les unités arrivées place de l'Hôtel-de-Ville, le halftrack « Ebro » tire les premiers coups de feu contre un ensemble de mitrailleuses allemandes. Le lieutenant Amado Granell, ex-officier supérieur de l'Armée républicaine, est le premier officier « français » reçu par le Conseil national de la Résistance. En attendant la capitulation du général allemand von Choltitz, gouverneur de Paris, la Nueve est envoyée pour occuper la Chambre des députés, l'hôtel Majestic (siège du Haut commandement militaire allemand en France) et la place de la Concorde. Dans l'après-midi du 25 août, à 15 h 30, la garnison allemande se rend, tandis que le général von Choltitz est fait prisonnier par trois Espagnols, dont le lieutenant Amado Granell, officier adjoint de la Nueve, et un civil vivant à Paris, avant d'être remis à un officier français.
Le lendemain, les troupes alliées entrent dans Paris en triomphe. Les Espagnols participent au défilé de la victoire et forment l’escorte du général de Gaulle sur les Champs-Elysées. Ils défilent en portant les couleurs de la Seconde République espagnole, et pendant quelques minutes, une bannière géante aux mêmes couleurs ouvre le défilé. Les protestations ultérieures du régime de Franco sont ignorées par le gouvernement français.
La 9e compagnie est cantonnée au bois de Boulogne du 27 août au 9 septembre 1944, avant de repartir combattre.

#### La fin de la guerre
Le 12 septembre, la compagnie se fait remarquer à Andelot, où 300 soldats allemands sont faits prisonniers. Le 15 septembre, les hommes de la Nueve traversent la Moselle au niveau de Châtel-sur-Moselle et établissent une tête de pont face aux lignes allemandes. Le général de Gaulle reconnaît la valeur de l'unité, et le 26 septembre, il remet personnellement des décorations aux soldats dans la ville de Nancy. Le capitaine, Raymond Dronne, le sous-lieutenant canarien Miguel Campos, le sergent catalan Fermín Pujol et le caporal galicien Cariño López reçoivent la Médaille militaire et la Croix de guerre 1939-1945. Les combats en Alsace commencent en novembre 1944. Le 23 novembre, la Nueve entre dans Strasbourg, dernière grande ville française occupée. Le 1er janvier 1945, le capitaine Dronne leur rend hommage dans une lettre :

« Les Espagnols se sont remarquablement battus. Ils sont délicats à commander mais ils ont énormément de courage et une grande expérience du combat. Certains traversent une crise morale nette due aux pertes subies et surtout aux événements d'Espagne. »

La 2e DB est relevée fin février pour cinquante jours de repos, dans la région de Châteauroux. Fin avril, elle reprend les combats jusqu'à la prise, le 5 mai, du « Nid d'Aigle » (le Berghof), à Berchtesgaden. À ce moment, les pertes de la 9e compagnie s'élevaient à 35 morts et 97 blessés. Il ne restait plus que 16 Espagnols actifs dans la Nueve, beaucoup ayant été affectés à d'autres unités de l'armée française. À la fin de la guerre, quelques-uns suivirent Leclerc en Indochine, certains partirent avec des véhicules blindés en direction de l'Espagne franquiste, tandis que d'autres retournaient à la vie civile en acceptant la nationalité française qui leur était proposée pour avoir combattu au sein des troupes françaises[citation nécessaire].
Plus de cinquante membres de la compagnie reçurent la Croix de guerre.

### Histoire récente
Le 14 avril 2016, la Ville de Paris dévoile officiellement la plaque commémorative en hommage au combattant de la Nueve Manuel Lozano (de son vrai nom Manuel Pinto Queiroz Ruiz), le jour de la proclamation de la République et de l'anniversaire de la naissance de ce militant de la CNT. La cérémonie a lieu dans le 19e arrondissement au 43 rue des Bois. Le 33, rue des Vignoles, siège parisien de la CNT et lieu symbolique de mémoire des combattants de la Nueve, fait désormais partie du patrimoine sauvegardé de la capitale.
En 2017, une place est inaugurée à Madrid en l'honneur des soldats de la Nueve.
Le 18 mai 2019, la ville de Choisy-le-Roi dévoile une plaque commémorative en mémoire de Martin Bernal Lavilla et José Cortes au 38 rue Émile-Zola. Le samedi 24 août 2019, une fresque est réalisée sur un mur du 13e arrondissement et le soir, Anne Hidalgo commémore le rôle de La Nueve dans les jardins de l'Hôtel de ville.
Le 31 mars 2020, Rafael Gómez Nieto, dernier membre vivant du régiment, meurt à Strasbourg du Covid-19.
Après sa dissolution en 1945, la 9e compagnie du régiment de marche du Tchad a été recréée en 2011, lors du déménagement du régiment de Noyon à Meyenheim, et constitue désormais la compagnie de réserve du régiment. 150 réservistes du régiment font vivre les traditions de cette compagnie mythique.

## Postérité et hommages officiels
Des historiens spécialisés[Lesquels ?] ont reconnu les mérites de la 9e compagnie espagnole, mais une grande partie de l'historiographie française a pratiquement ignoré sa grande importance dans l'épisode concret de la Libération de Paris (le considérant comme un événement exclusivement français)[citation nécessaire]. Les historiens espagnols n’ont étudié la 9e compagnie de manière approfondie qu’après la chute du régime franquiste, lorsque cette unité a été reconnue pour son talent et sa valeur.
Ce n'est qu'en août 2004 que la ville de Paris rend un hommage approprié aux Espagnols de la division Leclerc qui ont tant contribué à sa libération soixante ans plus tôt. Actuellement, La Nueve est largement reconnue en France, notamment à Paris.

### Voie de la Libération
En mai 2004, le Conseil de Paris décide la création de la « Voie de la Libération ». Cette route historique, située dans les 13e, 12e et 4e arrondissements de la capitale (de la Porte d'Italie à l'Hôtel de ville), est destinée à rappeler l'itinéraire suivi le 24 août 1944 par les hommes de la colonne commandée par le capitaine Dronne de la 2e DB, en apposant tout au long du parcours des médaillons à la mémoire des Républicains espagnols de la Nueve.
Le 25 août 2004 la ville de Paris a rendu officiellement hommage aux Espagnols de « La Nueve ». Une plaque « Aux républicains espagnols, composante principale de la colonne Dronne » et un médaillon ont été inaugurés quai Henri-IV, en présence du maire de Paris, Bertrand Delanoë, du président du Sénat espagnol, Javier Rojo, de l'ambassadeur d'Espagne, Francisco Villar (es), et de deux survivants, Luis Royo Ibañez et Manuel Fernandez. Des plaques et médaillons similaires ont été posées en onze autres endroits de la capitale, matérialisant pour la postérité la « Voie de la Libération », comme l'a décidé le Conseil de Paris.
| Photo | Lieu | Arrt | Coordonnées géographiques   |
| ----- | --- | ---- | --------------------------- |
|       | 166 avenue d'Italie, sur la grille d'entrée du jardin du Moulin-de-la-Pointe                                                      | 13e  | 48° 49′ 17″ N, 2° 21′ 31″ E |
|       | 20 rue de la Vistule, sur la façade d'un immeuble d'habitation                                                                    | 13e  | 48° 49′ 23″ N, 2° 21′ 34″ E |
|       | 55 rue Baudricourt, sur la façade d'une école élémentaire                                                                         | 13e  | 48° 49′ 33″ N, 2° 21′ 47″ E |
|       | Place Nationale, sur une grille au bord du terre-plein central, au débouché de la rue du Château-des-Rentiers                     | 13e  | 48° 49′ 45″ N, 2° 21′ 55″ E |
|       | 123-131 rue Nationale, sur le porche d'une résidence d'hébergement temporaire du CASVP                                            | 13e  | 48° 49′ 48″ N, 2° 21′ 52″ E |
|       | Place Pinel, derrière la grille du square Gustave-Mesureur                                                                        | 13e  | 48° 50′ 00″ N, 2° 21′ 43″ E |
|       | 20 rue Esquirol, sur la façade d'un immeuble d'habitation (accompagné d'une grande peinture murale)                               | 13e  | 48° 50′ 04″ N, 2° 21′ 40″ E |
|       | 66 boulevard de l'Hôpital | 13e  | 48° 50′ 17″ N, 2° 21′ 35″ E |
|       | Pont d'Austerlitz | 13e  | 48° 50′ 41″ N, 2° 21′ 58″ E |
|       | Quai de la Rapée | 12e  |                             |
|       | Quai Henri-IV | 4e   |                             |
|       | Quai des Célestins | 4e   |                             |
|       | Quai de l'Hôtel-de-Ville, sur la façade d'une annexe de l'Hôtel de ville à l'angle de la rue de Lobau                             | 4e   | 48° 51′ 19″ N, 2° 21′ 12″ E |
|       | 9 place de l'Hôtel-de-Ville - esplanade de la Libération, sur la façade du restaurant de collectivité locale de la Ville de Paris | 4e   | 48° 51′ 26″ N, 2° 21′ 04″ E |

### Figures de la compagnie et décorations des survivants
Les grandes figures de la période espagnole de la Nueve sont :
- German Arrue
- Victor Baro
- José Cortès
- Raymond Dronne
- Rafael Gómez Nieto (1921-2020), ultime survivant, il meurt du Covid-19[51]
- Amado Granell
- Ramón Gualda (1910-1994)
- Daniel Hernandez
- Philippe Leclerc de Hauteclocque
- Cariño Lopez
- Dikran Lorenian
- Manuel Pinto Queiroz Ruiz dit Manuel Lozano.
- Joseph Putz
- Fermín Pujol
- Martin Bernal Lavilla alias Garcés
- Luis Royo Ibañez
- Faustino Solana
- Miguel Solé Pladellorens alias Francisco Castells
- Pedro Solé Pladellorens alias Juan Castells

Le 24 février 2010, la mairie de Paris a remis la Grande Médaille de Vermeil à Manuel Fernandez, Luis Royo Ibañez,, et Rafael Gómez Nieto, également décoré de la Légion d'Honneur, la plus haute distinction française.

### Célébrations annuelles
Le 25 août 2012, des militants anarchistes venus célébrer la mémoire des combattants libertaires de La Nueve lors de la cérémonie publique, ont été arrêtés pour « attroupement illégal »,.
En 2014, l'association « 24 août 1944 - La Nueve » organise des manifestations pour célébrer les 70 ans de la libération de Paris,, en présence de Rafael Gomez-Nieto, vétéran de la compagnie.

### Jardins des Combattants de la Nueve
Le 16 mars 2015, le Conseil de Paris nomme officiellement le jardin de l'Hôtel de ville, l'un des plus prestigieux de la capitale, « jardin des Combattants-de-la-Nueve ».
Une cérémonie est prévue en présence du roi et de la reine d'Espagne Felipe VI et Letizia ainsi que de la maire de Paris Anne Hidalgo. Néanmoins, le crash du vol 9525 Germanwings, où 51 Espagnols trouvent la mort, écourte la visite du couple royal ; la cérémonie d'inauguration est alors reportée au 3 juin 2015.
Chaque 24 août, une cérémonie officielle est organisée dans le jardin à l'occasion des célébrations de la Libération de Paris.
Fin 2016, la maire de Madrid Manuela Carmena nomme un jardin municipal, initialement sans nom, Jardin des combattants de La Nueve. Il a été inauguré en avril 2017 par la maire de Madrid et la Maire de Paris, Manuela Carmena et Anne Hidalgo.

Jardin de Paris
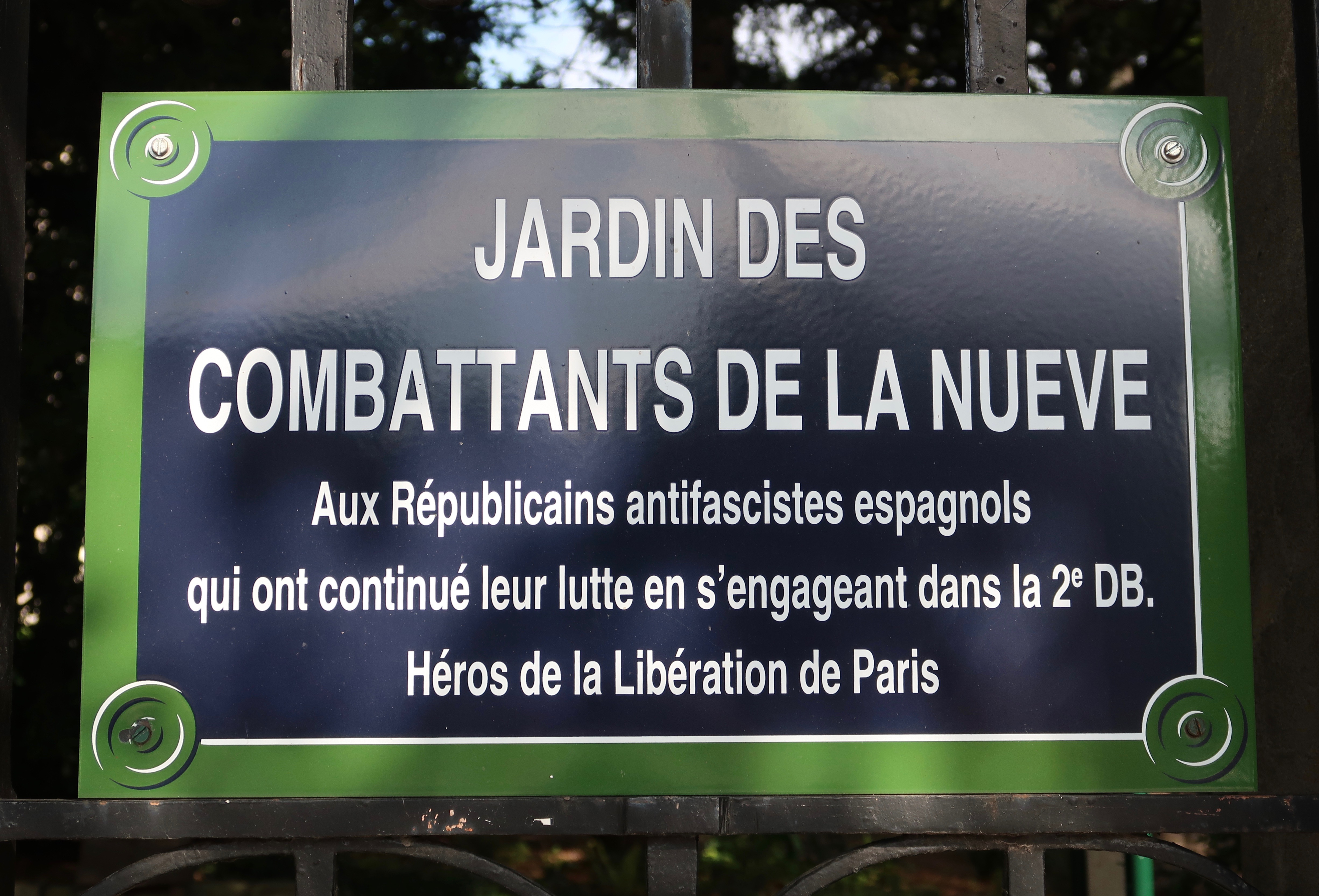
L'un des panneaux officiels d'entrée du Jardin des Combattants de la Nueve à Paris.
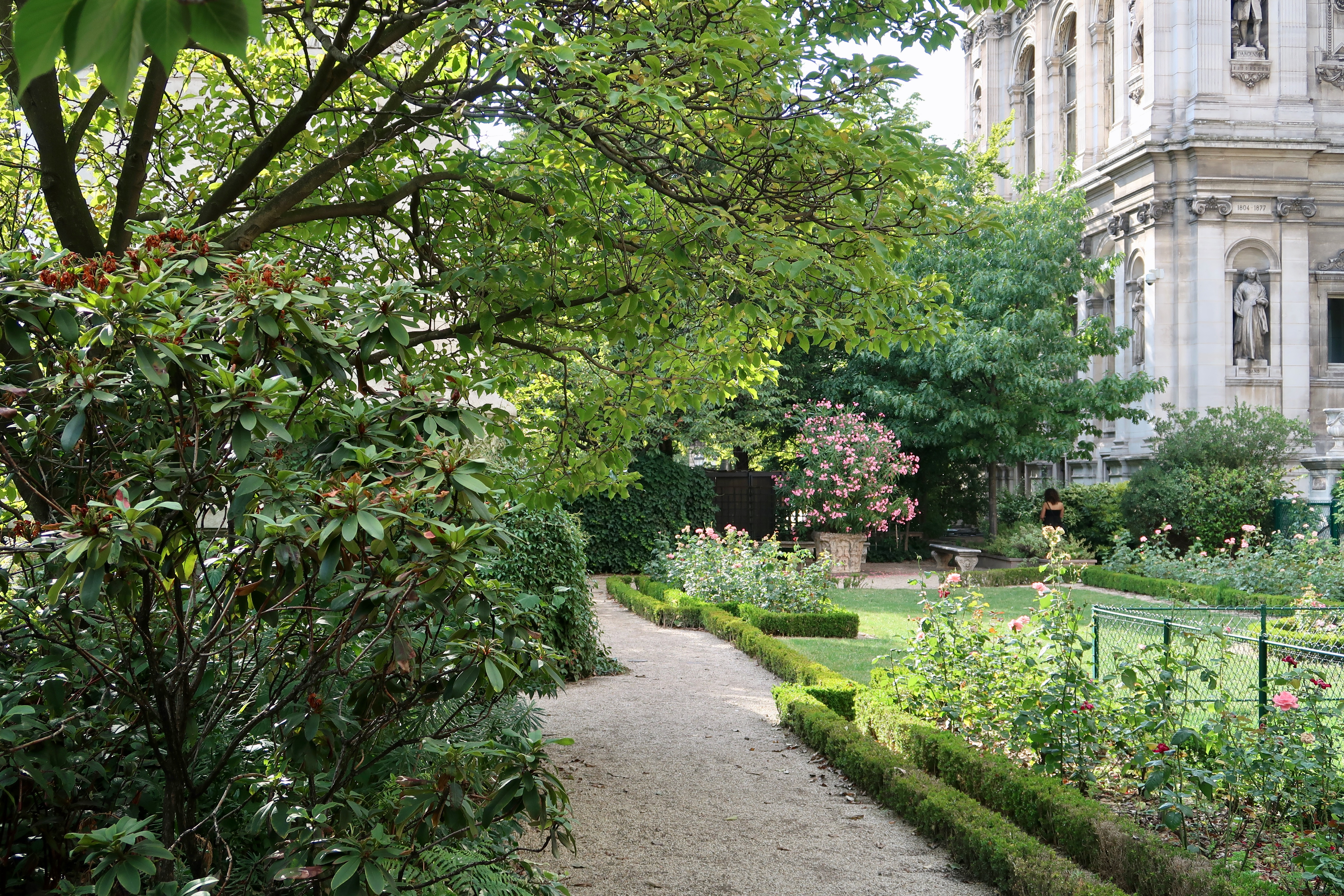
Vue du jardin des Combattants-de-la-Nueve à Paris.
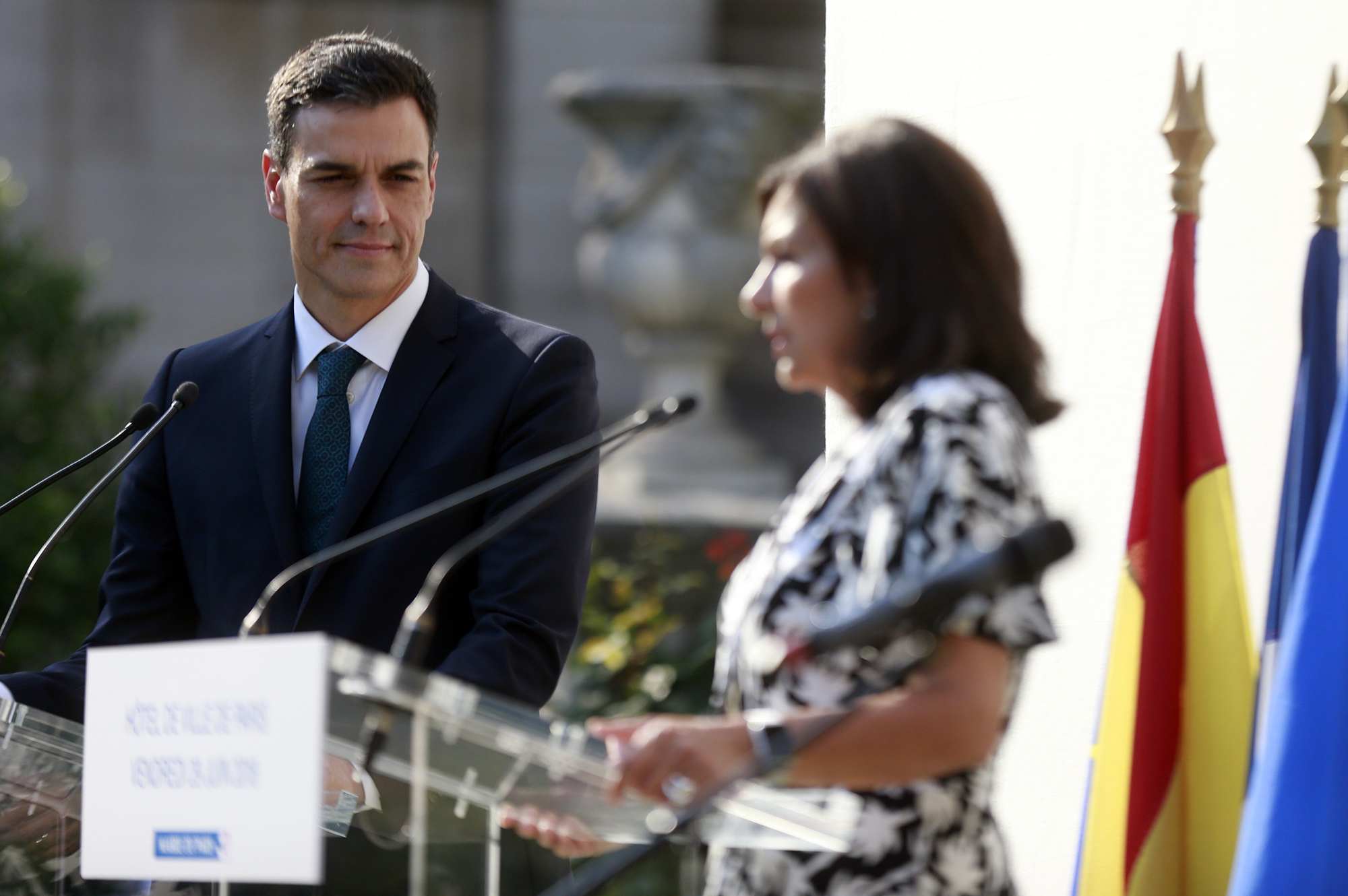
Cérémonie dans le Jardin des Combattants de la Nueve, avec la Maire de Paris, Anne Hidalgo et le chef du gouvernement espagnol, Pedro Sánchez.
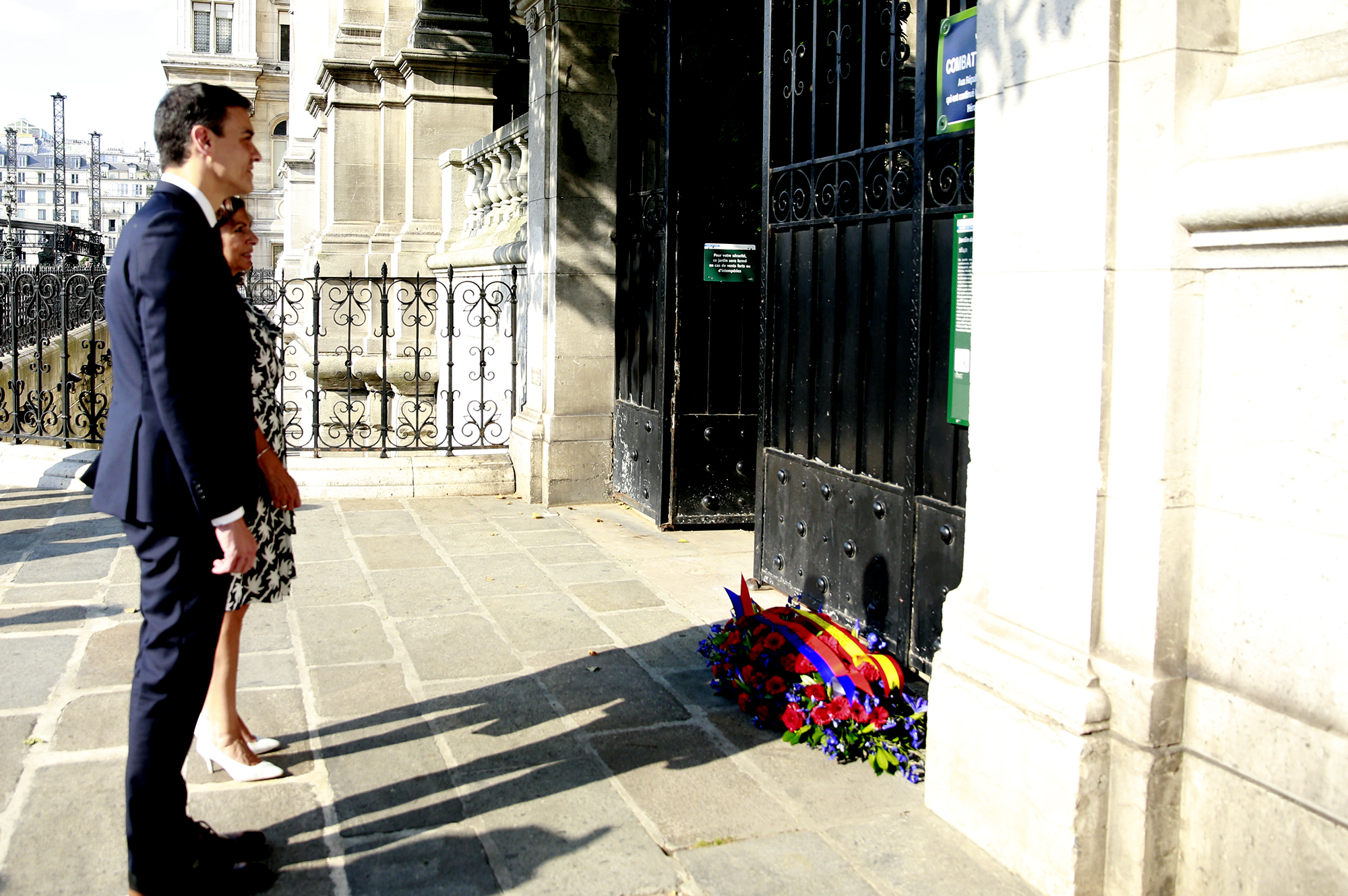
Lors d'une cérémonie officielle dans le jardin à Paris en juin 2018, avec Anne Hidalgo et Pedro Sánchez.
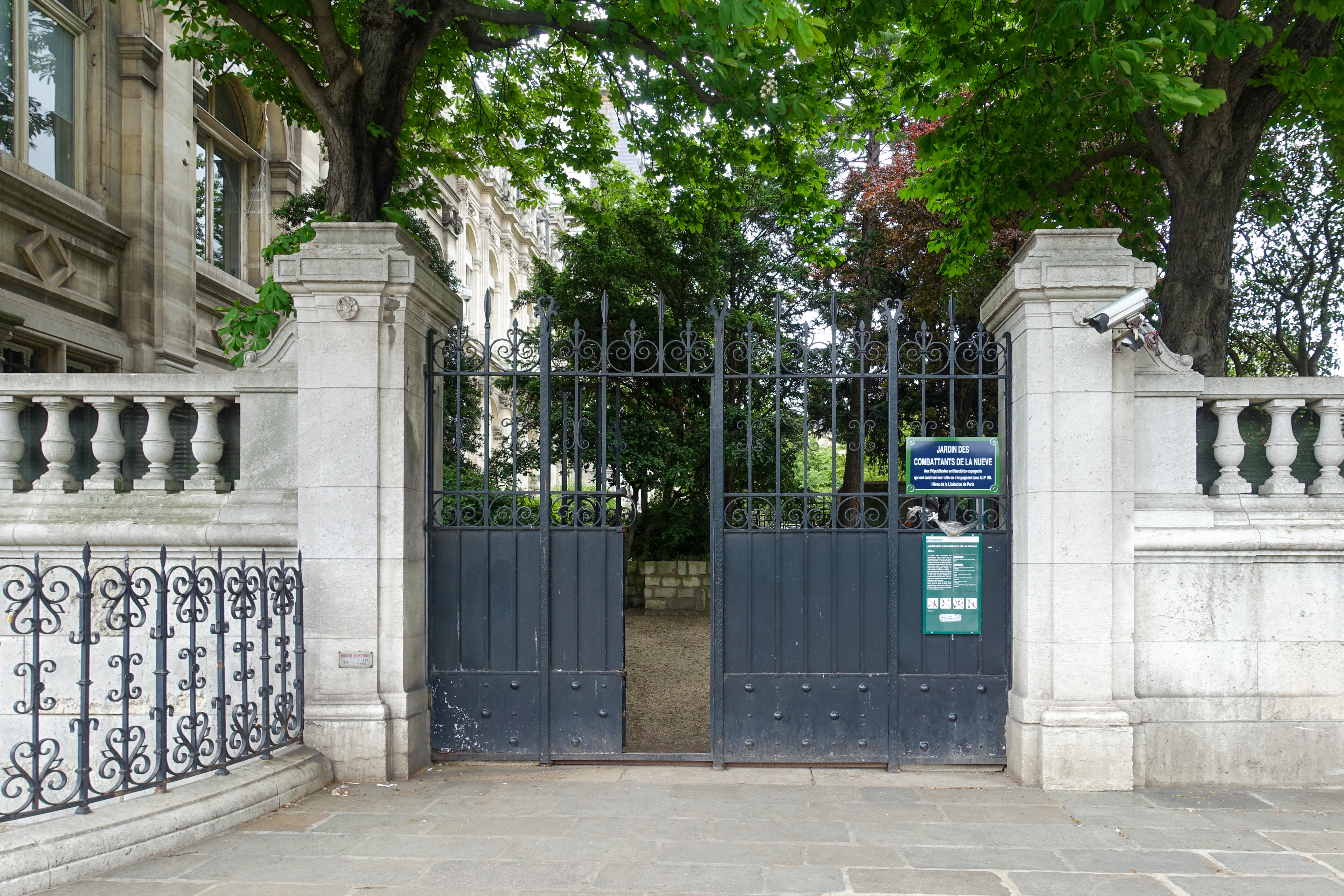
Entrée du jardin parisien par la place de l'Hôtel-de-Ville - esplanade de la Libération.
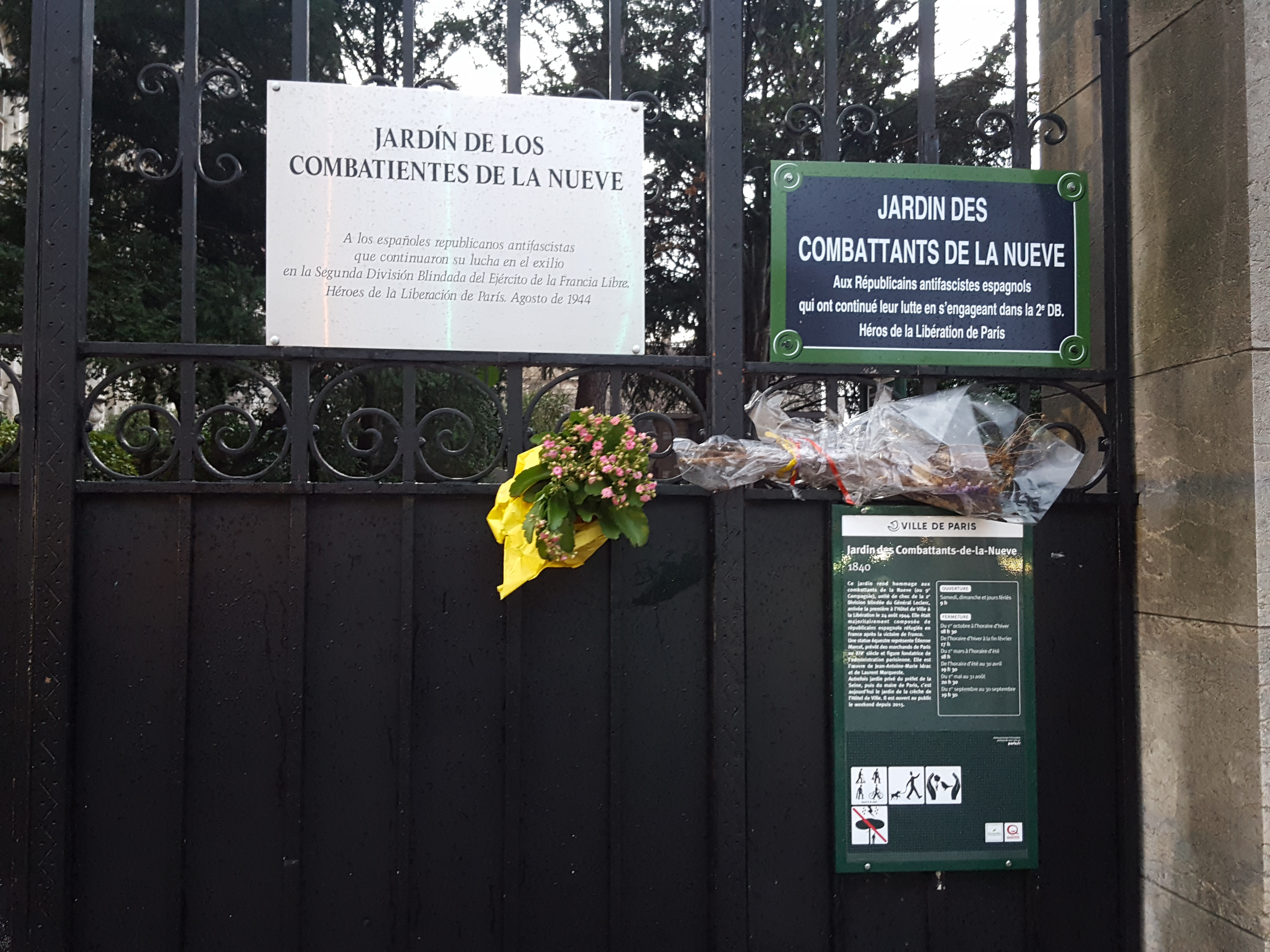
Détails de l'entrée, dont la plaque blanche offerte à la ville de Paris par la mairie de Madrid.

Jardin de Madrid
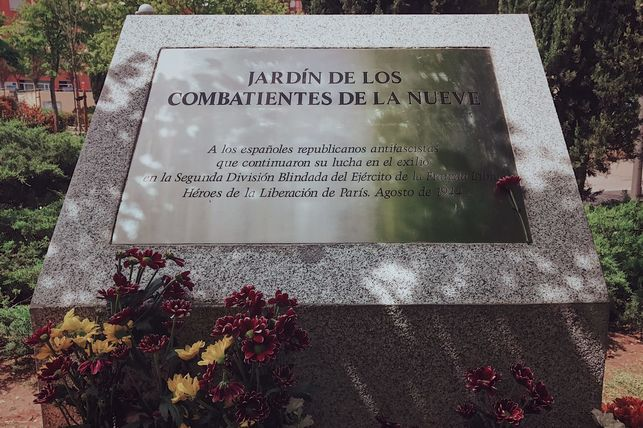
Plaque en hommage aux soldats de la Nueve, posée au Jardin de los Combatientes de la Nueve à Madrid.
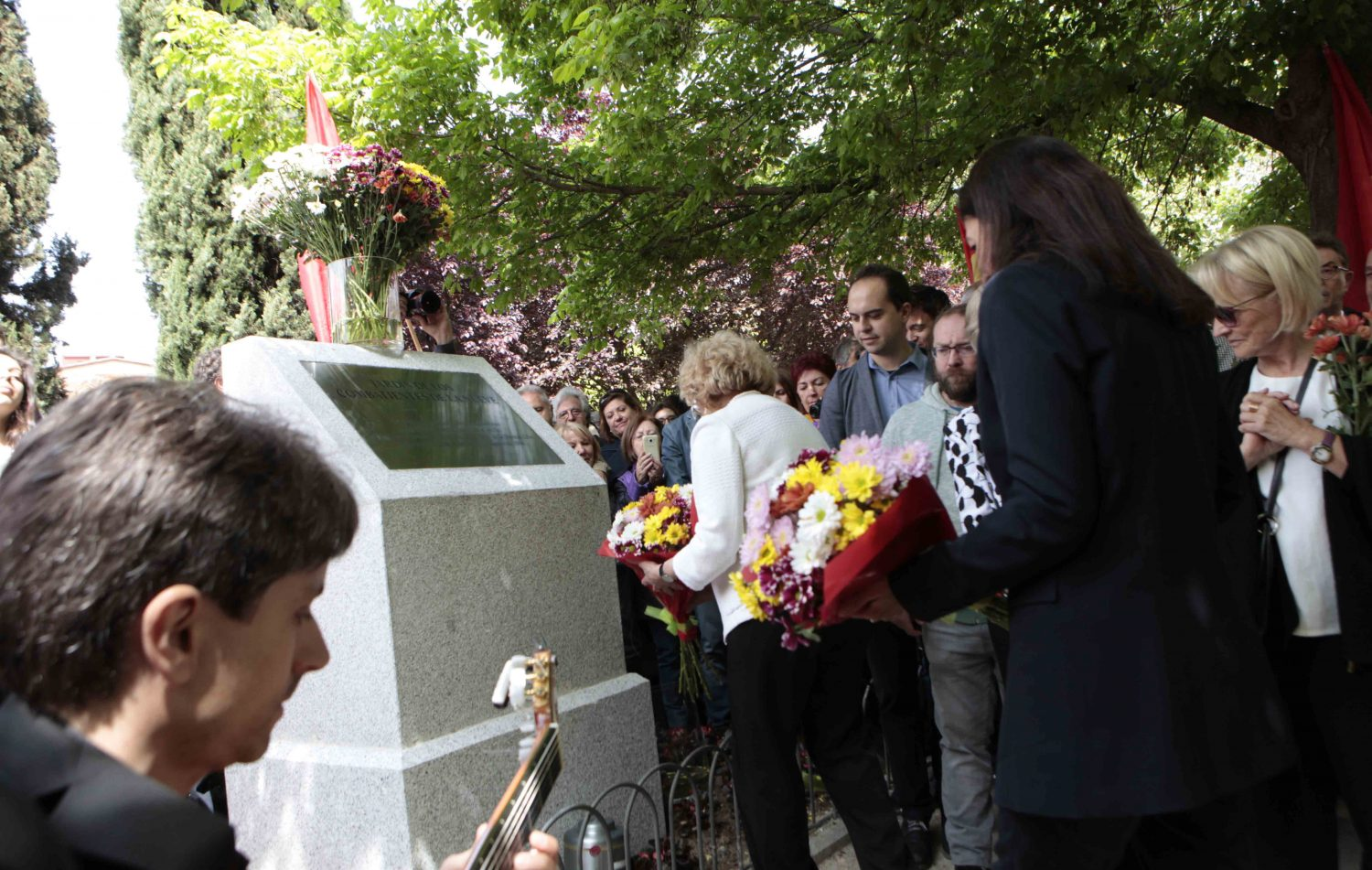
Les maires de Madrid et de Paris, Manuela Carmena et Anne Hidalgo, ont inauguré le Jardin de los Combatientes de la Nueve à Madrid.

### Sources
- (es) Cet article est partiellement ou en totalité issu de l’article de Wikipédia en espagnol intitulé « La Nueve » (voir la liste des auteurs).
- Les détails relatifs au matériel de la Nueve ont été publiés originellement le 27 août 2009 dans le blog (es) El Rincón del Blindado[65] avant d'être reproduits dans Wikipédia en espagnol.

### Discographie
- Serge Utgé-Royo
  - Un nuage espagnol, L'espoir têtu, Éditions Noirs coquelicots, 2012, écouter en ligne ;
  - (es) Una nube hispana, Memorias ibéricas, Éditions Noirs coquelicots, 2014.

### Articles
- Diego Gaspar Celaya, « Portrait d'oubliés : L'engagement des Espagnols dans les Forces françaises libres, 1940-1945 », Revue historique des armées, no 265 « Les étrangers dans l'armée française après 1870 »,‎ 2011, p. 46–55 (lire en ligne).
- José Jornet, « Il était une fois la République espagnole... Un projet d’hommage officiel développé par la Région Midi-Pyrénées », Les Cahiers de Framespa, France, Amériques, Espagne - Sociétés, pouvoirs, acteurs (FRAMESPA), Université Toulouse-Jean-Jaurès, no 3 « Patrimoine et immigration »,‎ 2007 (DOI 10.4000/framespa.442, lire en ligne).
- Isabelle Le Gonidec, « La Nueve : Ces Espagnols qui ont libéré Paris en 1944 », RFI, 13 septembre 2011.
- Françoise Cariès, « Ces Espagnols ont libéré Paris », La Dépêche du Midi, 23 août 2004.
- Agnès Pavlowsky, « Ces républicains espagnols qui ont libéré Paris », Le Monde libertaire, no 1642,‎ 15-21 septembre 2011 (lire en ligne).
- Denis Fernandez Recatala, « Ces Espagnols qui ont libéré Paris », Le Monde diplomatique, no 685,‎ août 2004, p. 10 (lire en ligne).
- Frank Mintz, « Tourisme hispano-monarchiste et perversion de l’antifascisme », Fondation Pierre-Besnard, 10 juin 2015.
- Alain Chasseraud, « Les Républicains espagnols de La Nueve », Revue Phaéton,‎ septembre 2018, p. 181–204 (lire en ligne).

### Documentaires
- Alberto Marquardt, La Nueve ou les Oubliés de la victoire, Point du jour, France Télévisions, ECPAD, 2009, 52 minutes [voir en ligne].